# Kozły Poznań

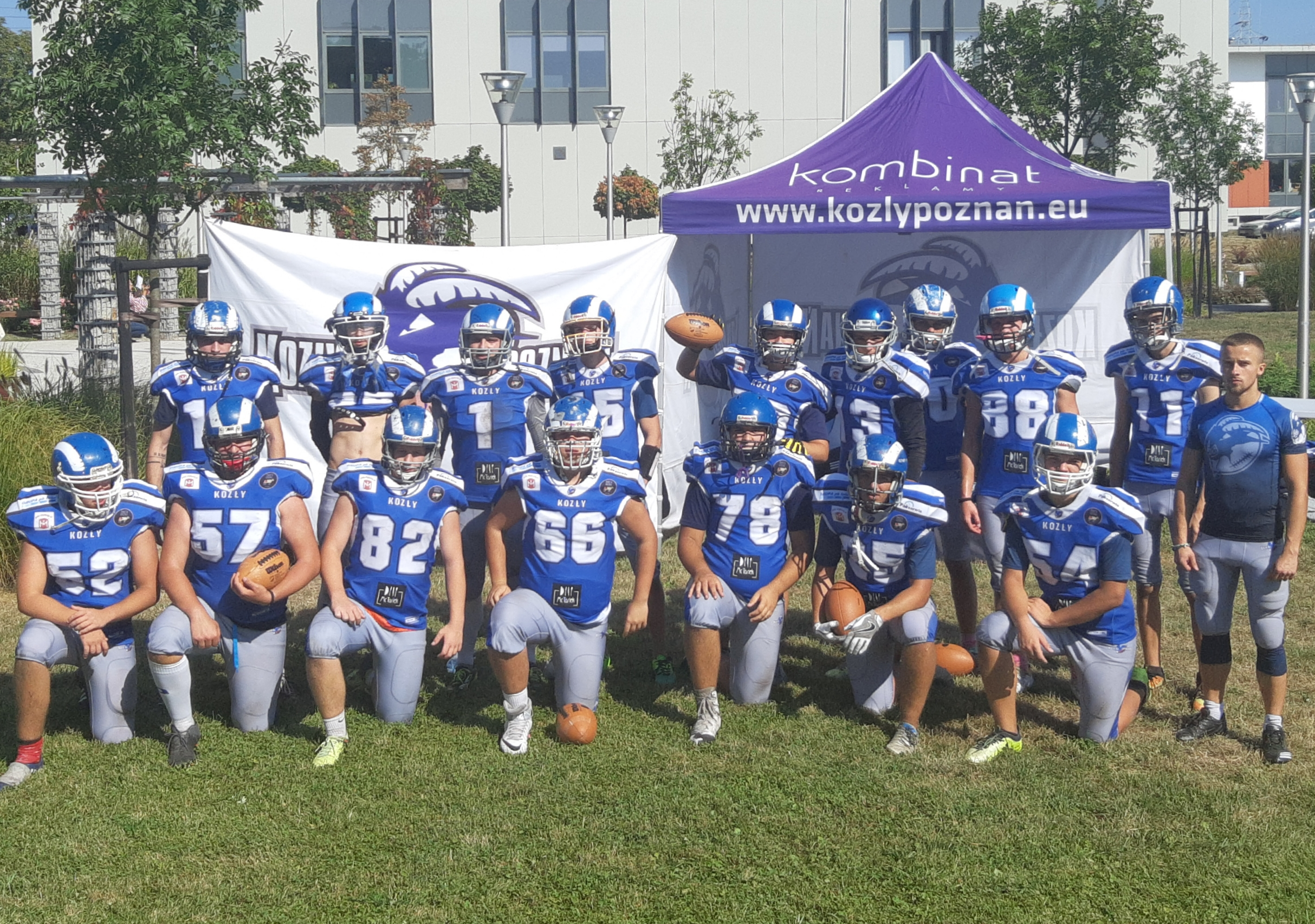
'Kozły' (2018)

Die Kozły Poznań waren ein polnisches American-Football-Team aus Posen.

## Geschichte
Gegründet wurden die Kozły (deutsch: Geißböcke) 2005. In der Saison 2012 spielt das Team in der neugegründeten Topliga. Im November 2018 fusionierte das Team mit den Patrioci Poznań. Der neue Verein trägt den Namen Armia Poznań.